# Helluva Boss
Helluva Boss é uma websérie musical animada para adultos americana criada por Vivienne "VivziePop" Medrano. Gira em torno das desventuras dos funcionários da IMP, uma empresa do Inferno que oferece serviços de assassinos de aluguel no mundo dos vivos. O piloto foi lançado em 25 de novembro de 2019,  enquanto o primeiro episódio da primeira temporada foi lançado em 31 de outubro de 2020.  Situado no mesmo universo ficcional de Hazbin Hotel,  o show é produzido por SpindleHorse Toons. A primeira temporada foi lançada exclusivamente no canal de Medrano no YouTube,   assim como fez para outras animações.   A segunda temporada estreou em 30 de julho de 2022.  No dia 27 de março de 2023, foi confirmada a renovação do programa para uma terceira temporada, em produção ativa. 

## Premissa
A série segue os funcionários da I.M.P (Immediate Murder Professionals), uma empresa de assassinatos dirigida por diabretes no Inferno, em seus diversos trabalhos.   Os membros do I.M.P incluem Blitzø (pronuncia-se "Blitz"), o chefe do empreendimento, junto com o especialista em armas Moxxie, a poderosa Millie e a recepcionista hellhound Loona. Com a ajuda de um livro antigo obtido de Stolas, um demônio Goetial do Inferno, eles acessam o mundo humano para completar suas tarefas sob ordem dos demônios do Inferno.
O show apresenta um elenco de personagens diferente e um enredo diferente de Hazbin Hotel, outro show criado por Medrano, apesar de se passar dentro do mesmo universo.  Como Medrano descreveu, embora ambos os programas compartilhem o mesmo cenário, Helluva Boss segue "personagens e sociedades que já existem no Inferno", com foco principal nas relações interpessoais entre personagens, enquanto Hazbin Hotel trata de redenção e consequências.  

## Elenco de voz

### Principais
- Brandon Rogers como Blitzø
- Richard Horvitz como Moxxie e Crimson
- Vivian Nixon como Millie
- Erica Lindbeck como Loona
- Bryce Pinkham como Stolas

### Recorrentes
- Barrett Wilbert Weed como Octavia ("Via")
- Jason LaShea como Andrealphus
- Georgina Leahy como Stella
- Norman Reedus (1ª temporada) como Striker
- James Monroe Iglehart como Vortex ("Tex") e Asmodeus ("Ozzie")
- Alex Brightman como Fizzarolli ("Fizz") e "Robô Fizz"
- Cristina Vee como Verosika Mayday
- Vivienne Medrano como Keenie, Deerie e vários personagens de fundo
- Erica Luttrell como Agente Dois
- Morgana Ignis como Sallie May e vozes adicionais.
- Kesha Sebert como Belzebu ("Rainha Bee")

### Convidados
Temporada 1
- Mara Wilson como Srª. Mayberry
- Jinkx Monsoon como Martha
- Maxwell Atoms como Ralphie

Temporada 2
- Jonathan Freeman como Paimon e Cash Buckzo
- Eric Schwartz como Chazwick Thurman ("Chaz")
- Joel Perez como Doc
- Julián Rebolledo como vozes adicionais
- Michael Cusack como Mamon
- Zach Hadel como vozes adicionais
- Faye Mata como Glitz e Glam
- John Waters como Rolando
- Erika Henningsen como Bethany Ghostfucker
- Jack Plotnick como Yogirt
- Patrick Page como Satã
- Harvey Guillén como Vassago

## Episódios
| Temporada | Episódios | Episódios | Lançamento original    | Lançamento original    |
| Temporada | Episódios | Episódios | Primeiro lançamento    | Último lançamento      |
| --------- | --------- | --------- | ---------------------- | ---------------------- |
| Piloto    | 1         | 1         | 25 de novembro de 2019 | 25 de novembro de 2019 |
| 1         | 8         | 7         | 31 de outubro de 2020  | 31 de outubro de 2021  |
| 1         | 8         | 1         | 24 de junho de 2023    | 24 de junho de 2023    |
| 2         | 12        | 7         | 30 de julho de 2022    | 29 de outubro de 2023  |
| 2         | 12        | 5         | 31 de maio de 2024     | 21 de dezembro de 2024 |

Um crossover entre Helluva Boss e Grandpa, intitulado "Blitzø vs. Grandpa", com Brandon Rogers e Richard Horvitz reprisando seus papéis, foi lançado em 15 de setembro de 2023.  Um episódio crossover entre Helluva Boss e Murder Drones, animado pela MORØ Productions, foi lançado em 3 de novembro de 2023. 

## Produção e lançamento
O piloto de Helluva Boss foi escalado pelo dublador Kellen Goff e dublado por Medrano e Rick Zieff. Em junho de 2019, Medrano afirmou que estava trabalhando com Erica Lindbeck, Brock Baker e Brandon Rogers em um "novo projeto". A empresa Horseless Cowboy auxiliou Medrano no trabalho de voz durante a primeira temporada, com direção de voz  Richard Horvitz e Medrano.  Lucas Bermudez, da Screen Rant, atribuiu o sucesso do Hazbin Hotel como a única razão para Helluva Boss receber sinal verde.  Em algum momento, Rogers pediu a Jinkx Monsoon para dar voz a um personagem em Helluva Boss, mas Monsoon queria dar voz a "personagens padrão", então eles o fizeram, dando voz a vários antecedentes e personagens únicos na primeira temporada do programa. 
Em 25 de novembro de 2019, o piloto foi lançado no canal de Medrano no YouTube.   Medrano contribuiu com suas habilidades de escrita e animação para o episódio. A produção de escrita para mais episódios começou em dezembro de 2019, com 8 episódios encomendados.  Em agosto de 2020, a gravação dos primeiros oito episódios da 1ª temporada foi concluída, e Lucas Bermudez da Screen Rant previu que mais episódios de Helluva Boss seriam lançados no YouTube "como uma série da web" por causa da pandemia de COVID-19. 
Em 31 de outubro de 2020, foi lançado o primeiro episódio da 1ª temporada. No episódio, Rogers e Horvitz retornam como Blitzo e Moxxie, e enquanto Lindbeck retorna como Loona, ela é substituída por Vivian Nixon como a voz de Millie. Baker foi substituído por Bryce Pinkham como Stolas. As estrelas convidadas do episódio incluem Monsoon, Mara Wilson e Maxwell Atoms. Em 31 de janeiro de 2021, o terceiro episódio da série recebeu restrição de idade pelo YouTube.  Em resposta, o site de entretenimento Newgrounds se ofereceu para hospedar uma versão sem censura do episódio e promovê-lo com "um banner  primeira página", algo em que Medrano manifestou interesse. A restrição de idade do episódio foi suspensa no dia seguinte.
Em setembro de 2021, Medrano falou em palco virtual no Animation Exposé do Festival Internacional de Animação de Ottawa sobre a criação de Hazbin Hotel e Helluva Boss.   Ela foi acompanhada por Bryan Dimas, produtor associado de desenvolvimento da Warner Bros. Animation e codiretor de um grupo chamado LatinX in Animation.  
Em fevereiro de 2022, a conta oficial do Twitter do Helluva Boss afirmou que o final da primeira temporada seria lançado "em breve", mas estava demorando mais do que o esperado, e observou que a segunda temporada estava em produção.  Em 3 de junho de 2022, a conta do Twitter de Helluva Boss lançou uma atualização depois que o episódio final da 1ª temporada foi adiado e a série seguiria em frente com a 2ª temporada. O final original da 1ª temporada foi lançado um ano depois, em 24 de junho de 2023.  A segunda temporada estreou em 30 de julho de 2022.  A série incluiu celebridades como Kesha, Norman Reedus, Mara Wilson, Alex Brightman e outros como estrelas convidadas.   No dia 27 de março de 2023, foi confirmada a renovação do programa para uma terceira temporada, em produção ativa.  Em 25 de maio de 2023, Medrano afirmou que a série foi planejada para ser "uma história de 4 temporadas bem definida".  Em 31 de julho de 2023, VivziePop postou títulos para os próximos episódios da 2ª temporada no Twitter. 

### Representação LGBTQ+
Helluva Boss tem vários personagens LGBTQ+, especificamente Moxxie, que é bissexual, e Blitzo, que é pansexual.   Outro personagem, Stolas, é queer devido às suas relações com homens e mulheres.   O episódio " The Harvest Moon Festival" apresentou a personagem Sallie May, irmã de Millie, que foi confirmada na conta oficial do programa no Twitter como sendo transgênero.  

## Recepção
Helluva Boss foi aclamado pela crítica, ganhando elogios universais por sua animação, personagens, dublagem, músicas e humor. Em dezembro de 2019, em artigo sobre o estado atual da animação adulta, o crítico de animação da CBR Reuben Baron afirmou que, embora o episódio piloto de Helluva Boss tenha recebido "críticas justificadas" por causa de seu humor "nervoso", ainda é um "claro trabalho de amor do ponto de vista da animação".  Outro crítico, também da CBR, Morgan Shaunette, descreveu a série como "subestimada", disse que é uma "abordagem distorcida da comédia no local de trabalho" e chamou-a de "uma viagem muito estranha".  Tito W. James da Comicon.com afirmou que os demônios tendo acesso a um portal que se conecta ao reino humano "adiciona uma nova dinâmica e está maduro para o potencial narrativo".  Jones também disse que ficou impressionado com a qualidade da série e afirmou que "outras comédias de animação para adultos deveriam tomar notas". 
Margaret Troup do Iowa State Daily afirmou que existem "múltiplos números musicais em cada episódio", semelhante a Animaniacs e Family Guy, e embora o segundo episódio tenha sido mais sério que os episódios anteriores, ainda houve muitas "risadas e piadas atrevidas".  O mesmo foi dito sobre o terceiro episódio do programa, que um crítico disse ter outros tipos de humor, como "quebra da quarta parede e piadas do tipo piscar e perder".  Zoe Dumas, do MovieWeb, argumentou que a série tem personagens "emocionalmente complexos", um elenco de vozes talentoso e musical e uma animação "excelente".  Dumas também argumentou que a série é "mais episódica e voltada para os personagens" do que Hazbin Hotel, elogiando a última.  Joshua S. Mackey do Into elogiou a série por ter "três personagens principais queer diferentes". 

### Fandom
A Animation Magazine informou que os pilotos de Hazbin Hotel e Helluva Boss foram, coletivamente, vistos mais de 65 milhões de vezes até 7 de outubro de 2020. Referia-se a Helluva Boss como "extremamente popular" e uma "sensação da noite para o dia".  Outros chamaram a série de "sucesso do YouTube".  Alguns fizeram cosplay de personagens da série, incluindo Loona. 
Em fevereiro de 2021, Medrano disse ao Insider que Helluva Boss permanece independente do Hazbin Hotel, afirmando que pretende mantê-lo assim "enquanto o público quiser continuar vendo", acrescentando que ela tem "um plano para onde a história vai e termina". Afirma também que ela “criou um nicho para animação adulta na plataforma”.  Em 2023, o estudioso Ben Mitchell descreveu a série como "sensacionalmente popular" e um uso eficaz do Patreon para subsidiar a arte da mostra "por meio de pagamentos mensais escalonados".  Zoe Dumas do MovieWeb descreveu a série como um "grande sucesso" com um "elenco de voz excelente". 

### Prêmios e indicações
| Ano  | Prêmio            | Categoria                | Nomeação                                          | Resultado | Ref.          |
| ---- | ----------------- | ------------------------ | ------------------------------------------------- | --------- | ------------- |
| 2020 | Ursa Major Awards | Melhor Série Dramática   | Helluva Boss por "Murder Family" e "Loo Loo Land" | Nomeado   | [ 58 ]        |
| 2021 | Ursa Major Awards | Melhor Série Dramática   | Helluva Boss                                      | Ganhou    | [ 59 ] [ 60 ] |
| 2022 | Ursa Major Awards | Melhor Série Dramática   | Helluva Boss por "The Circus" e "Seeing Stars"    | Nomeado   | [ 61 ]        |
| 2023 | Streamy Awards    | Prêmio Assunto – Animado | Helluva Boss por VivziePop                        | Ganhou    | [ 62 ]        |
| 2024 | Queerty Awards    | Melhor Websérie          | Helluva Boss                                      | Ganhou    | [ 63 ]        |